# Brett Murray
Brett Murray, född 20 juli 1998, är en kanadensisk professionell ishockeyforward som är kontrakterad till Buffalo Sabres i National Hockey League (NHL) och spelar för Rochester Americans i American Hockey League (AHL). 
Han har tidigare spelat för Penn State Nittany Lions i National Collegiate Athletic Association (NCAA) och Youngstown Phantoms i United States Hockey League (USHL).
Murray draftades av Buffalo Sabres i fjärde rundan i 2016 års draft som 99:e spelare totalt.

## Statistik
| Källa: Uppdaterad: 2023-04-17 | Källa: Uppdaterad: 2023-04-17 | Källa: Uppdaterad: 2023-04-17 |                           | Grundserie                | Grundserie                | Grundserie                | Grundserie                | Grundserie                |                           | Slutspel                  | Slutspel                  | Slutspel                  | Slutspel                  | Slutspel |
| Säsong                        | Lag                           | Liga                          | Matcher                   | Mål                       | Assists                   | Poäng                     | Utv                       | Matcher                   | Mål                       | Assists                   | Poäng                     | Utv                       |                           |          |
| ----------------------------- | ----------------------------- | ----------------------------- | ------------------------- | ------------------------- | ------------------------- | ------------------------- | ------------------------- | ------------------------- | ------------------------- | ------------------------- | ------------------------- | ------------------------- | ------------------------- | -------- |
| 2012–2013                     | Toronto Nationals             | GTHL                          | Statistik ej tillgänglig. | Statistik ej tillgänglig. | Statistik ej tillgänglig. | Statistik ej tillgänglig. | Statistik ej tillgänglig. | Statistik ej tillgänglig. | Statistik ej tillgänglig. | Statistik ej tillgänglig. | Statistik ej tillgänglig. | Statistik ej tillgänglig. | Statistik ej tillgänglig. |          |
| 2013–2014                     | Brampton 45's                 | SCTA                          | 40                        | 12                        | 15                        | 27                        | 18                        | 5                         | 0                         | 1                         | 1                         | 6                         |                           |          |
| 2014–2015                     | Hill Hockey                   |                               | 66                        | 40                        | 47                        | 87                        | —                         | —                         | —                         | —                         | —                         | —                         |                           |          |
| 2015–2016                     | Carleton Place Canadians      | CCHL                          | 48                        | 14                        | 32                        | 46                        | 16                        | 16                        | 5                         | 8                         | 13                        | 4                         |                           |          |
| 2016–2017                     | Youngstown Phantoms           | USHL                          | 27                        | 7                         | 13                        | 20                        | 22                        | —                         | —                         | —                         | —                         | —                         |                           |          |
|                               | Penn State Nittany Lions      | NCAA                          | 12                        | 0                         | 1                         | 1                         | 4                         | —                         | —                         | —                         | —                         | —                         |                           |          |
| 2017–2018                     | Penn State Nittany Lions      | NCAA                          | 21                        | 1                         | 5                         | 6                         | 23                        | —                         | —                         | —                         | —                         | —                         |                           |          |
| 2018–2019                     | Youngstown Phantoms           | USHL                          | 62                        | 41                        | 35                        | 76                        | 35                        | 2                         | 1                         | 0                         | 1                         | 0                         |                           |          |
| 2019–2020                     | Rochester Americans           | AHL                           | 55                        | 9                         | 15                        | 24                        | 10                        | —                         | —                         | —                         | —                         | —                         |                           |          |
| 2020–2021                     | Buffalo Sabres                | NHL                           | 2                         | 0                         | 0                         | 0                         | 0                         | —                         | —                         | —                         | —                         | —                         |                           |          |
|                               | Rochester Americans           | AHL                           | 27                        | 9                         | 11                        | 20                        | 23                        | —                         | —                         | —                         | —                         | —                         |                           |          |
| 2021–2022                     | Buffalo Sabres                | NHL                           | 19                        | 2                         | 4                         | 6                         | 23                        | —                         | —                         | —                         | —                         | —                         |                           |          |
|                               | Rochester Americans           | AHL                           | 52                        | 15                        | 17                        | 32                        | 35                        | 10                        | 3                         | 3                         | 6                         | 4                         |                           |          |
| 2022–2023                     | Rochester Americans           | AHL                           | 71                        | 23                        | 26                        | 49                        | 46                        | —                         | —                         | —                         | —                         | —                         |                           |          |
| NHL totalt                    | NHL totalt                    | NHL totalt                    | 21                        | 2                         | 4                         | 6                         | 23                        | —                         | —                         | —                         | —                         | —                         |                           |          |
| AHL totalt                    | AHL totalt                    | AHL totalt                    | 205                       | 56                        | 69                        | 125                       | 114                       | 10                        | 3                         | 3                         | 6                         | 4                         |                           |          |
| NCAA totalt                   | NCAA totalt                   | NCAA totalt                   | 33                        | 1                         | 6                         | 7                         | 27                        | —                         | —                         | —                         | —                         | —                         |                           |          |
| USHL totalt                   | USHL totalt                   | USHL totalt                   | 89                        | 48                        | 48                        | 96                        | 57                        | 2                         | 1                         | 0                         | 1                         | 0                         |                           |          |